# Dąbrowa (powiat lipski)
Dąbrowa – wieś sołecka w Polsce położona w województwie mazowieckim, w powiecie lipskim, w gminie Ciepielów.
| SIMC    | Nazwa            | Rodzaj    |
| ------- | ---------------- | --------- |
| 0617284 | Dąbrowska Poręba | część wsi |

Na skraju miejscowości, przy drodze krajowej nr 79, znajduje się miejsce pamięci mordu na jeńcach wojennych w 1939 roku.
W latach 1975–1998 miejscowość należała administracyjnie do województwa radomskiego.
Wierni Kościoła rzymskokatolickiego należą do parafii Podwyższenia Krzyża Świętego w Ciepielowie.